# Euler D.I-II
Die Euler D.I und  D.II waren Kampfeinsitzer der deutschen Fliegertruppe im Ersten Weltkrieg.

## Geschichte
Nachdem die Unterlegenheit der Fokker-Eindecker gegenüber alliierten Jagdflugzeugen im Jahr 1916 immer deutlicher geworden war, wurden den deutschen  Flugzeugfirmen erbeutete französische Nieuport-11-Jagdflugzeuge zur Verfügung gestellt, um nach dem Vorbild dieser Beuteflugzeuge neue Konstruktionen anzufertigen. Die Euler-Werke des Luftfahrtpioniers August Euler in Frankfurt am Main  hielten sich weitgehend an das französische Vorbild und bauten die D.I mit 80-PS- und D.II mit 100-PS-Umlaufmotor als fast naturgetreue Kopie der Nieuport nach.

## Einsatz
Es ist nicht bekannt, ob das Flugzeug tatsächlich in den Fronteinsatz kam. Ab 1916 wurden jedoch 30 D.I und 20 D.II geliefert, die für Trainingszwecke eingesetzt wurden.

## Technische Daten
| Kenngröße             | D.I                                 | D.II                             |
| --------------------- | ----------------------------------- | -------------------------------- |
| Baujahr               | 1916                                | 1916                             |
| Einsatzzweck          | Jagdflugzeug                        | Jagdflugzeug                     |
| Besatzung             | 1                                   | 1                                |
| Länge                 | 5,80 m                              | 5,94 m                           |
| Spannweite            | 7,30 m                              | 7,47 m                           |
| Höhe                  | 2,45 m                              | 2,75 m                           |
| Flügelfläche          | 13,0 m²                             | 13,0 m²                          |
| Leermasse             | 380 kg                              | 380 kg                           |
| Startmasse            | 600 kg                              | 615 kg                           |
| Höchstgeschwindigkeit | 140 km/h                            | 145 km/h                         |
| Steigzeit auf 2000 m  | 12:30 min                           | 9:30 min                         |
| Dienstgipfelhöhe      |                                     |                                  |
| Reichweite            | 200 km                              | 230 km                           |
| Flugdauer             |                                     | 1:30 h                           |
| Bewaffnung            | ein Mauser lMG 08/15 (7,92 × 57 mm) | ein MG                           |
| Antrieb               | ein luftgekühlter Umlaufmotor       | ein luftgekühlter Umlaufmotor    |
| Typ                   | Oberursel U.I mit 80 PS (59 kW)     | Oberursel U.I mit 100 PS (74 kW) |